# Azobis(cyclohexancarbonitril)
Azobis(cyclohexancarbonitril) (ABCN) ist eine organische Verbindung aus den Gruppen der Nitrile und Azoverbindungen, die als Radikalstarter verwendet wird.

## Herstellung
Azobisnitrile können allgemein durch die Strecker-Synthese eines entsprechenden Ketons mit Hydraziniumsulfat und Natriumcyanid sowie anschließende Oxidation, beispielsweise mit Chlor hergestellt werden. Konkret wurde ABCN beispielsweise durch Reaktion von Cyclohexanon mit  Hydraziniumsulfat und Natriumcyanid sowie anschließende Oxidation nach der Methode von Thiele und Heuser mit Bromwasser hergestellt.

## Eigenschaften
ABCN wirkt als Radikalstarter, indem es unter Erwärmung Distickstoff freisetzt und zwei Cyclohexancarbonitril-Radikale bildet. Es ist explosionsgefährlich.

## Verwendung
ABCN ist nach Azobis(isobutyronitril) (AIBN) der meistgenutzte Radikalstarter aus der Gruppe der Azoverbindungen.